# Thrixspermum fuscum
Thrixspermum fuscum är en orkidéart som först beskrevs av Henry Nicholas Ridley, och fick sitt nu gällande namn av Elmer Drew Merrill. Thrixspermum fuscum ingår i släktet Thrixspermum och familjen orkidéer. Inga underarter finns listade i Catalogue of Life.